# Вінченцо Катена
Вінченцо Катена (італ. Vincenzo Catena; 1470 (?) — 1531) — венеційський художник зламу XV—XVI ст. Створював регілійні композиції і портрети.

## Біографія
Збережено надзвичайно мало відомостей про ранні роки митця. Дискусійними залишаються місяць і рік його народження, походження і місце народження. Рік народження розміщають то у 1470, то у 1480 р. Якщо він 1570 року народження (чи ближче до 1475), то у 1500 році йому близько 30 чи трохи менше, тобто він належав до покоління Джорджоне та Тиціана.
За припущеннями, він міг бути сином Бьяджо Катена, що походив із Істрії.
1520 року звістку про популярного художника (котрому за 40) залишив венецієць Маркантоніо Мікели, котрий подав і перелік творів художника, відомі йому у приватних збірках мешканців Венеції. Серед замовників Катени — багатії Венеції, а покровителем художника був дож Леонардо Лоредан.
У Венеції Вінченцо Катена виборов популярність у консервативного кола замовників, особливо як старанний портретист. Якимось чином він був близьким до Себастьяно дель Пьомбо, котрий став головою майстерні після предчасної смерті Джорджоне. Відомо, що Катена був присутнім на весіллі сестри Себастьяно дель Пьомбо.
Точної дати смерті художника не збережено. Відомо, що поховання відбулося у вересні 1531 року.

## Стилістика майстра

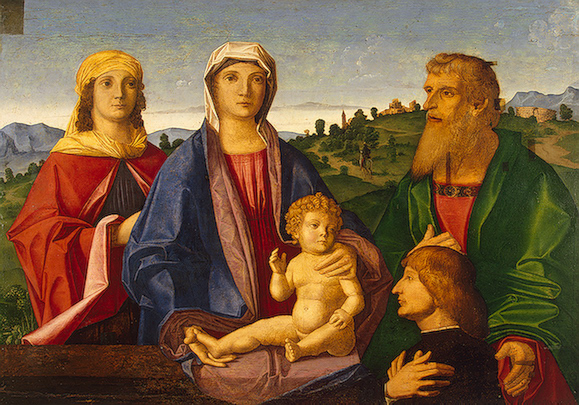
«Свята бесіда з невідомим донатором», 1504 р., Ермітаж, Санкт-Петербург.

Але стилістика Вінченцо Катени (при повному використанні вироблених до нього художніх схем у Венеції) розвивалась у декотрому протиставленні стилістиці авторитетного Джованні Белліні чи його учня Джорджоне. Навіть поетичний настрій творів Катени іде від консерватизму венеційського живопису XV ст. і має помітні домішки скутості і приземленості, прагматизму. Як митець він ближче до творів Вітторе Карпаччо або до Альвізе Віваріні, ніж до Джованні Белліні чи Джорджоне. Він обережно просувався уперед, але остаточно так і не подолав скутості і не набув динамізму ні у релігйних композиціях, ні у портретах власної роботи. Катена старанно фіксує тогочасний венецінський одяг у портретах і вносить його у власні релігійні композиції. В творі «Христос у Еммаусі» лише Христос відтворений у ідеальній манері, тоді як персонажі за столом і моди, деталі — цілком венеційські. Це малий собака під столом, слуга, що несе їжу, коштовна тканина за спиною Христа. Модну зачіску і одяг персонажа у чорному праворуч можна побачити і на портретах Вітторе Карпаччо. Іноді портретність переносилась і у релігійну композицію, як це робили і інші венеційські художники, його сучасники ("Юдиф з відрубаною головою Олоферна на парапеті ", до початку 1530-х рр.)
Відверто прозаїчним митець бував і у релігійних образах. Він міг не напружуватись при створенні чергового релігійного образу для приватного замовника і подати, наприклад, жіночі персонажі однотипними як сестри. В творах Вінченцо Катена дотримувався повільної розповіді (дивись «Келія св. Єроніма», «Вояк-вершник перед святою родиною», бл. 1520 р.) Його швидко обігнали у відтворенні реальності і динамізму такі велетні венеційського живопису як Тиціан, Лоренцо Лотто, менше Себастьяно дель Пьомбо.

## Фотогалерея портретів роботи Катени

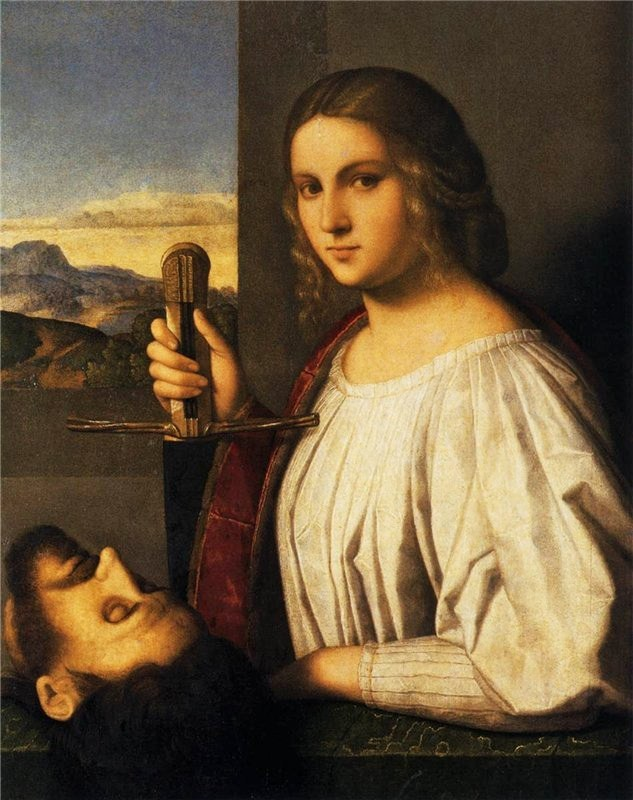
"Юдиф з відрубаною головою Олоферна на парапеті ", до початку 1530-х рр.

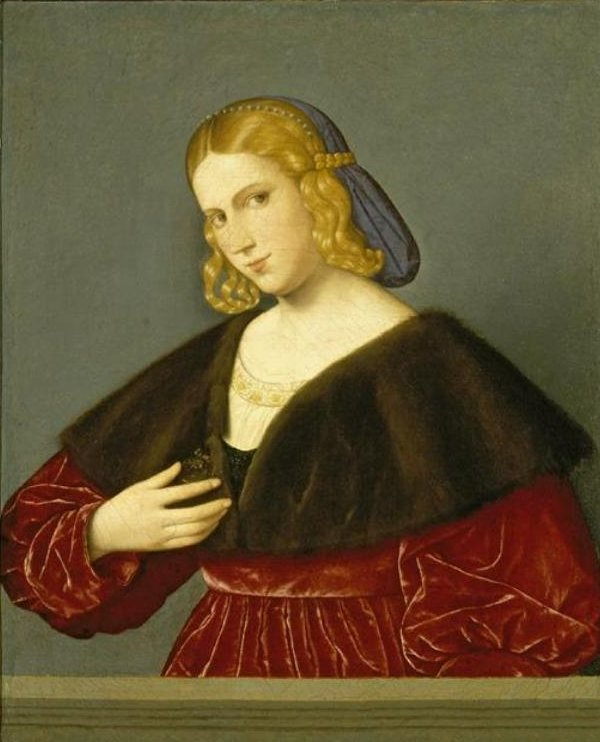
«Невідома шляхетна пані». бл. 1520 р., Художній музей Ель Пасо, Техас, Сполучені Штати
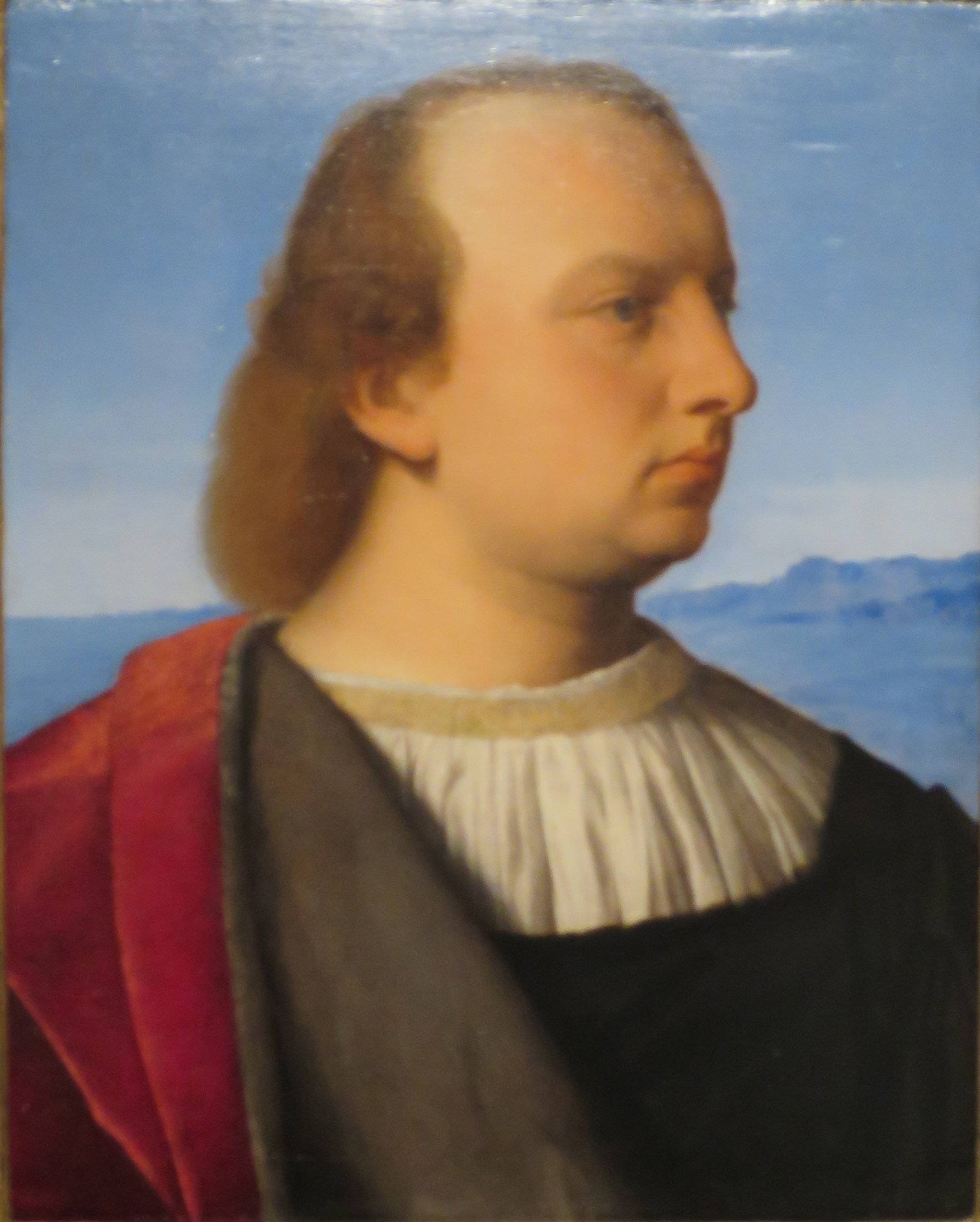
«Джамбаттіста Меммо», 1510-і рр., Маямі, США
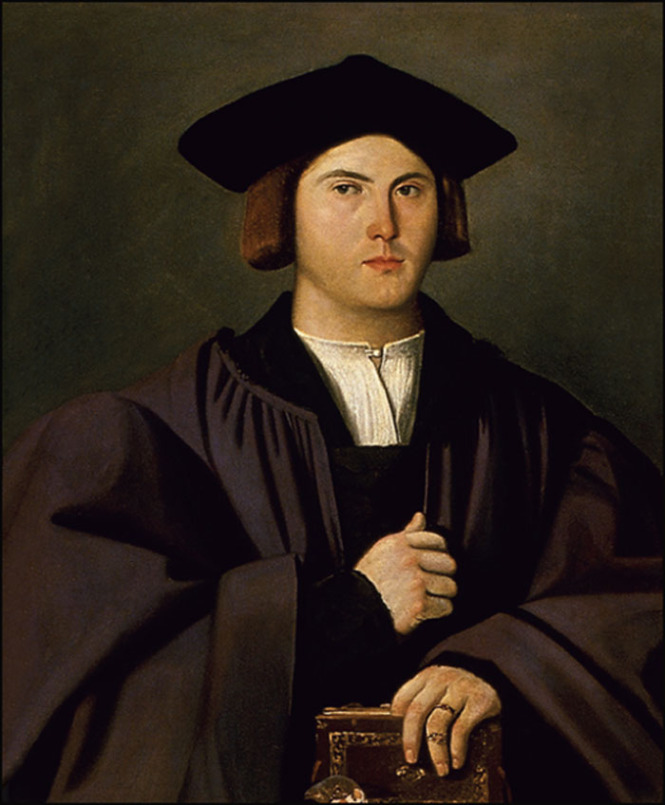
«Шляхетний молодик із книгою, США»
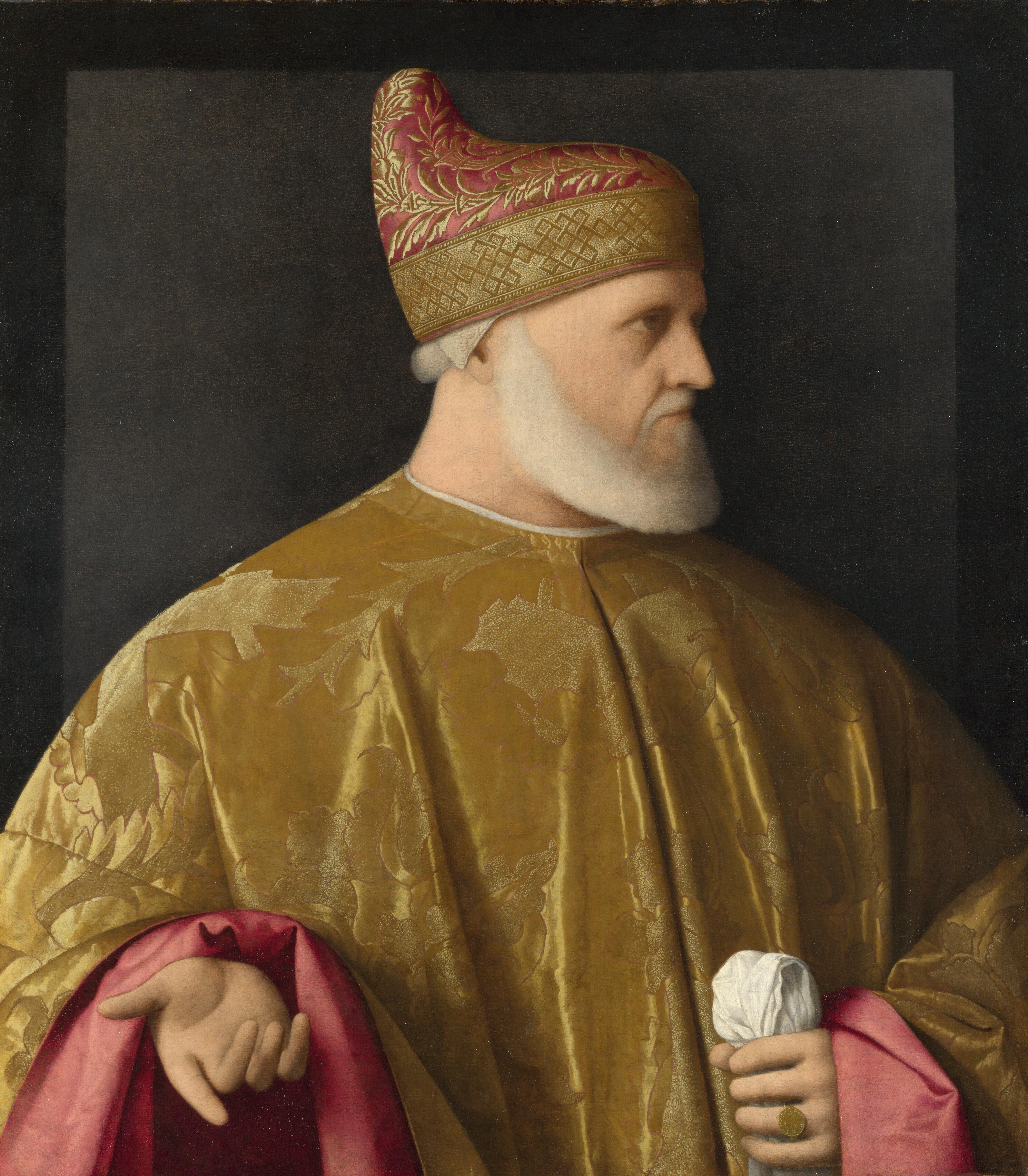
«Дож Андреа Грітті». Національна галерея (Лондон)

## Релігійні композиції

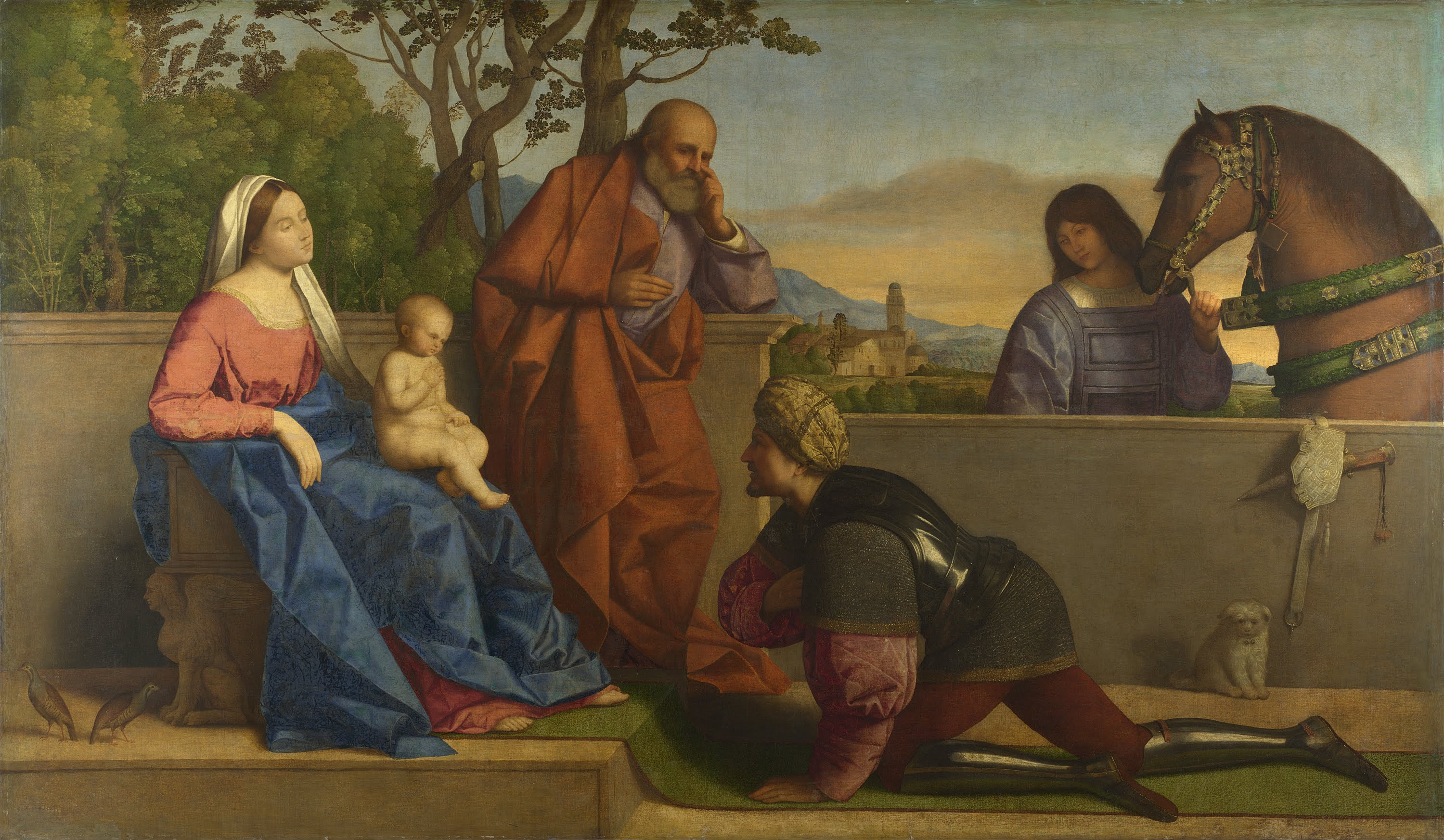
«Вояк-вершник перед святою родиною», бл. 1520 р., Національна галерея (Лондон)

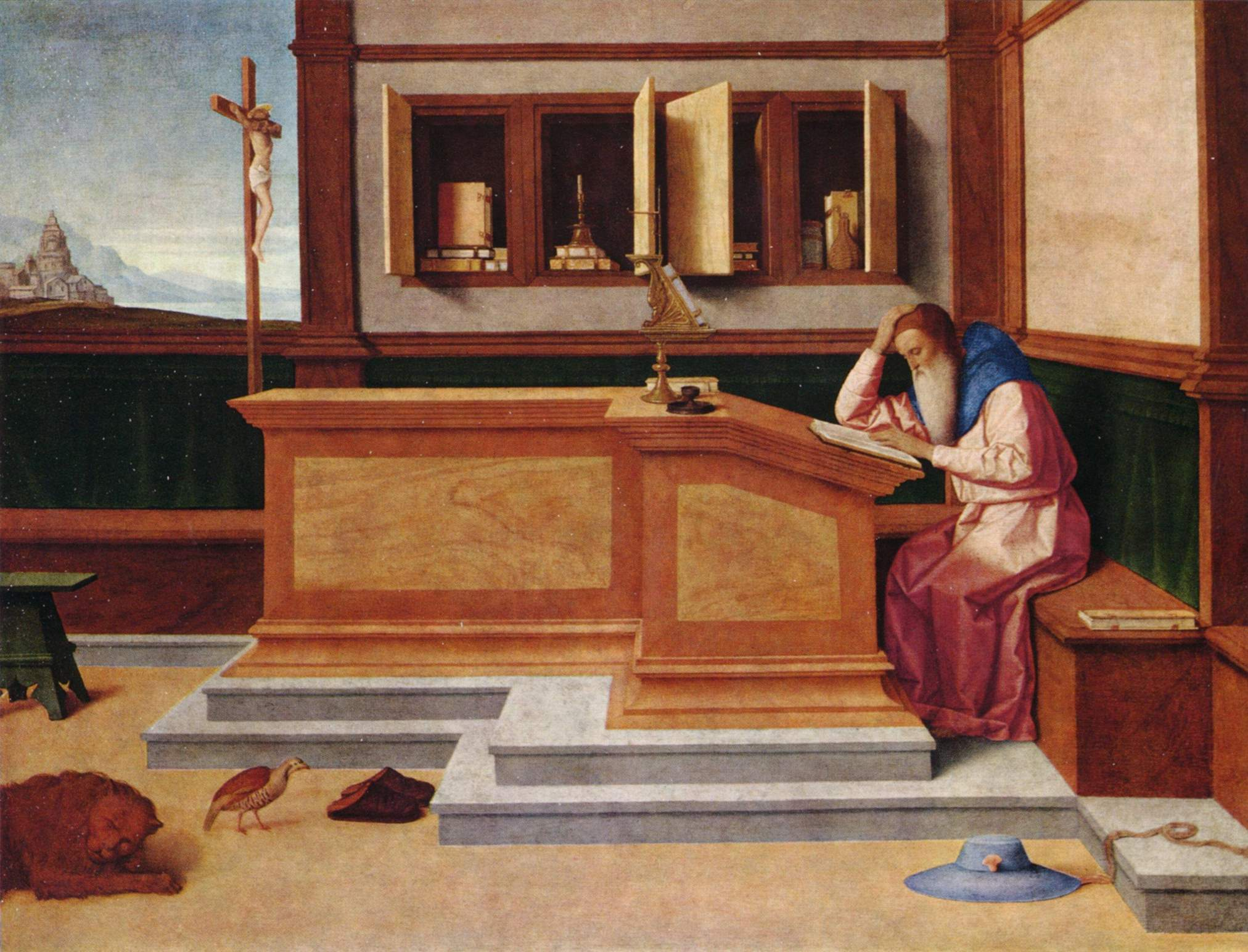
«Келья святого Єроніма», Національна галерея (Лондон)
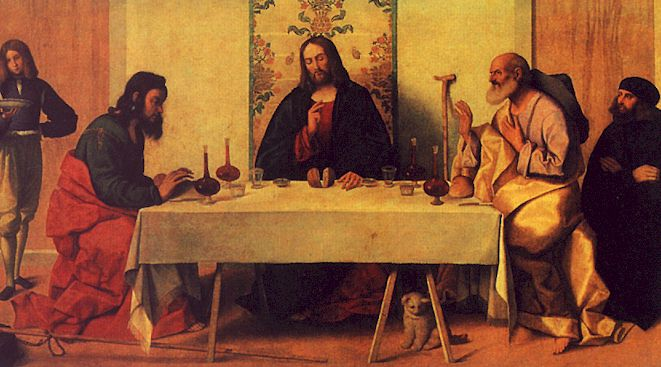
«Хритос у Еммаусі»

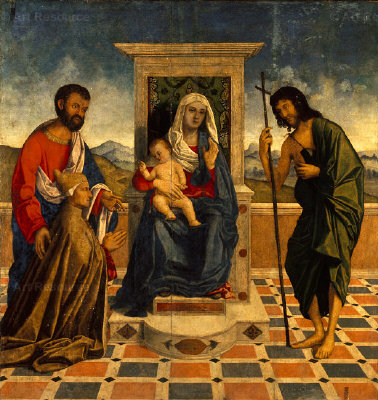
«Мадонна на троні зі святими і поклонінням дожа Леонардо Лоредана», до 1530 р., Музей Коррер, Венеція.
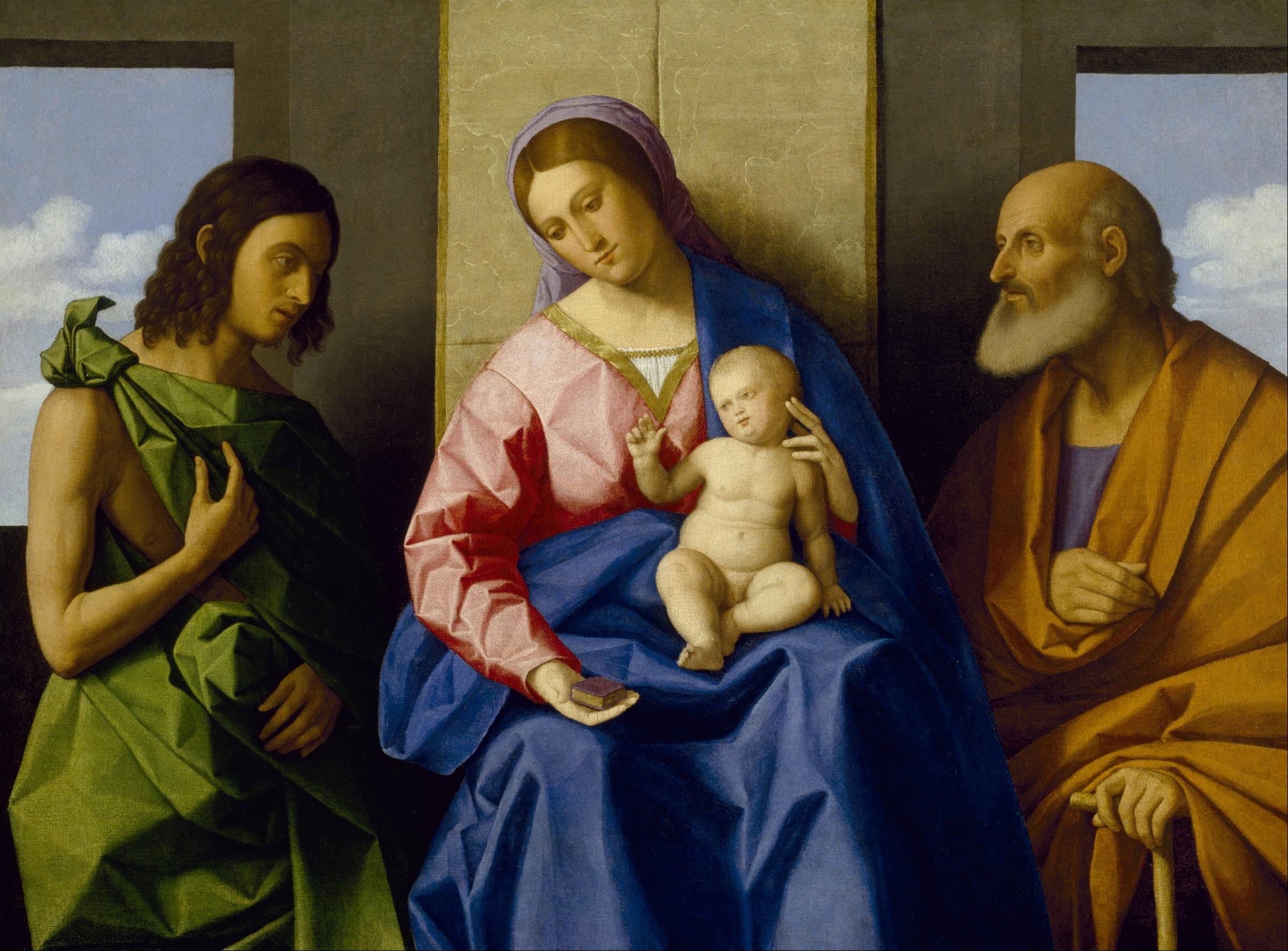
«Свята родина з Іваном Хрестителем», до 1527 р., Художній музей, Хьюстон, США

## Вибрані твори
- «Мадонна з немовлям і чотирмя святими», Художній музей Волтерс, Балтимор
- «Портрет Джованні Новелло»
- «Хритос у Еммаусі», Академія Каррара, Бергамо
- «Джан Джорджо Тріссіно», Лувр, Париж
- «Невідомий молодик із мечем», Академія Каррара, Бергамо
- «Мадонна з немовлям», Берлін
- «Христос передає ключі від рая апостолу Петру», Музей Гарднер, Бостон, США
- «Шлях на Голгофу», Музей Гарднер, Бостон, США
- «Свята родина і невідомий святий», бл. 1501 р.
- «Благовіщення»
- «Мадонна з немовлям і святими», Художній інститут Чикаго
- «Св. Катерина Александрійська», Дубровник
- «Христос у Еммаісі», Уффіці, Флоренція
- «Келья св. Єроніма», Штеделевський інститут, Франкфурт-на-Майні
- «Свята родина з Іваном Хрестителем», 1518 р.
- «Келья св. Єроніма», 1510 р., Національна галерея (Лондон)
- «Портрет невідомого», Національна галерея (Лондон)
- "Мадонна з немовлям і Іваном Хрестителем ", до 1515 р., Національна галерея (Лондон)
- «Вояк-вершник перед святою родиною», бл. 1520 р., Національна галерея (Лондон)
- «Дож Андреа Грітті», до 1530 р., Національна галерея (Лондон)
- «Христос передає ключі від рая апостолу Петру», Національний музей Прадо, Мадрид
- «Христос садівник» або «Не торкайся мене», Пінакотека Брера, Мілан
- «Мадонна з немовлям і св. вояк», Мессіна
- «Невідомий венеційський сенатор», Музей мистецтва Метрополітен, Нью-Йорк
- «Поклоніння пастухів», Музей мистецтва Метрополітен, Нью-Йорк
- «Відпочинок св. родини на шляху до Єгипту», 1525 р., Національна галерея Канади, Оттава
- «Мадонна з немовлям», Ашмолеан музей, Оксфорд
- «Джованні Тріссіно», Лувр, Париж
- «Мадонна з немовлям і святими (Захарія, Єлизавета, Іван Хреститель)», Національна галерея (Прага)
- «Мадонна з немовлям і святими», Національна галерея Марке, Урбіно
- "Св. Людовик Тулузький, Франциск Ассізький і Бонавентура ", Галерея Академії, Венеція
- «Портрет невідомого з книгою», Музей історії мистецтв, Відень